# Ambrosius Benson

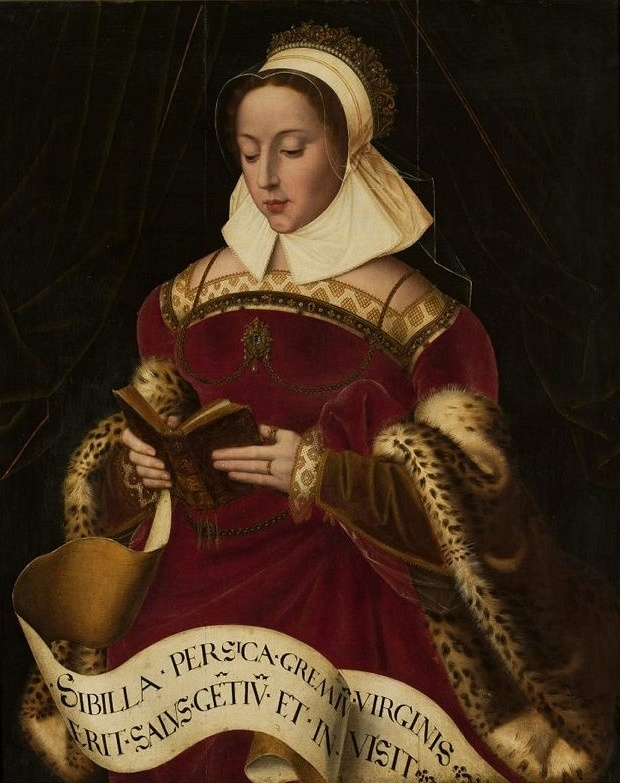
Sybilla Perska (1530-40)

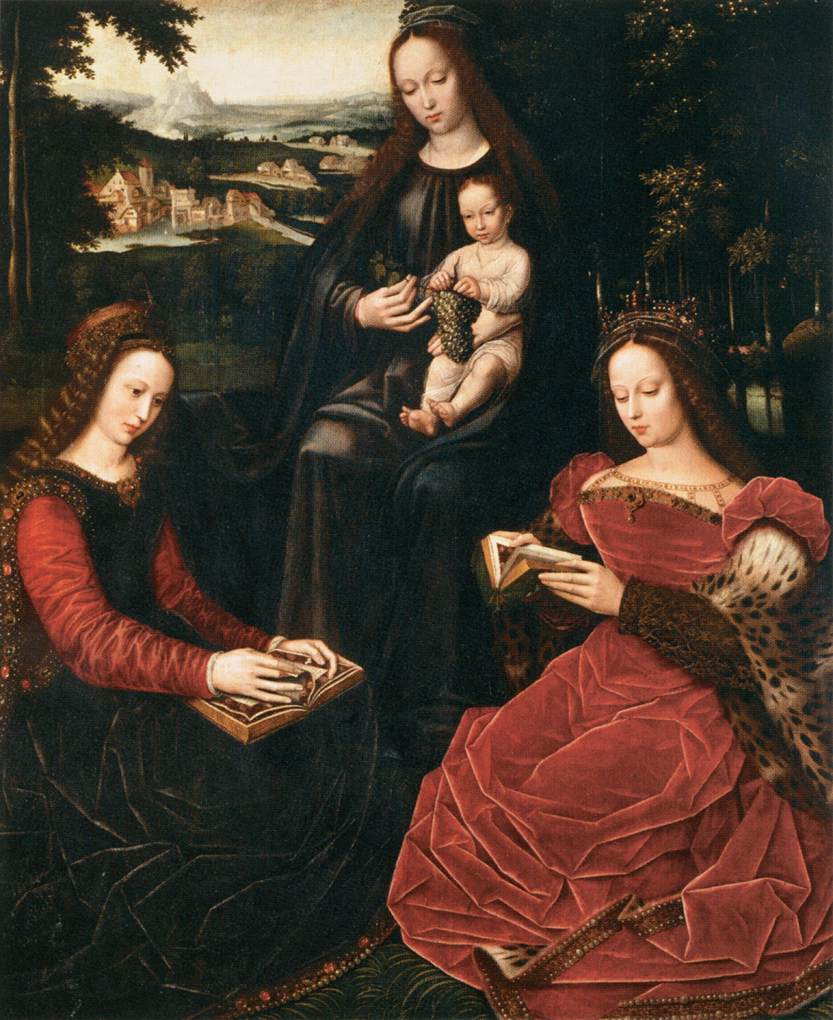
Madonna z Dzieciątkiem i świętymi (1530-32)

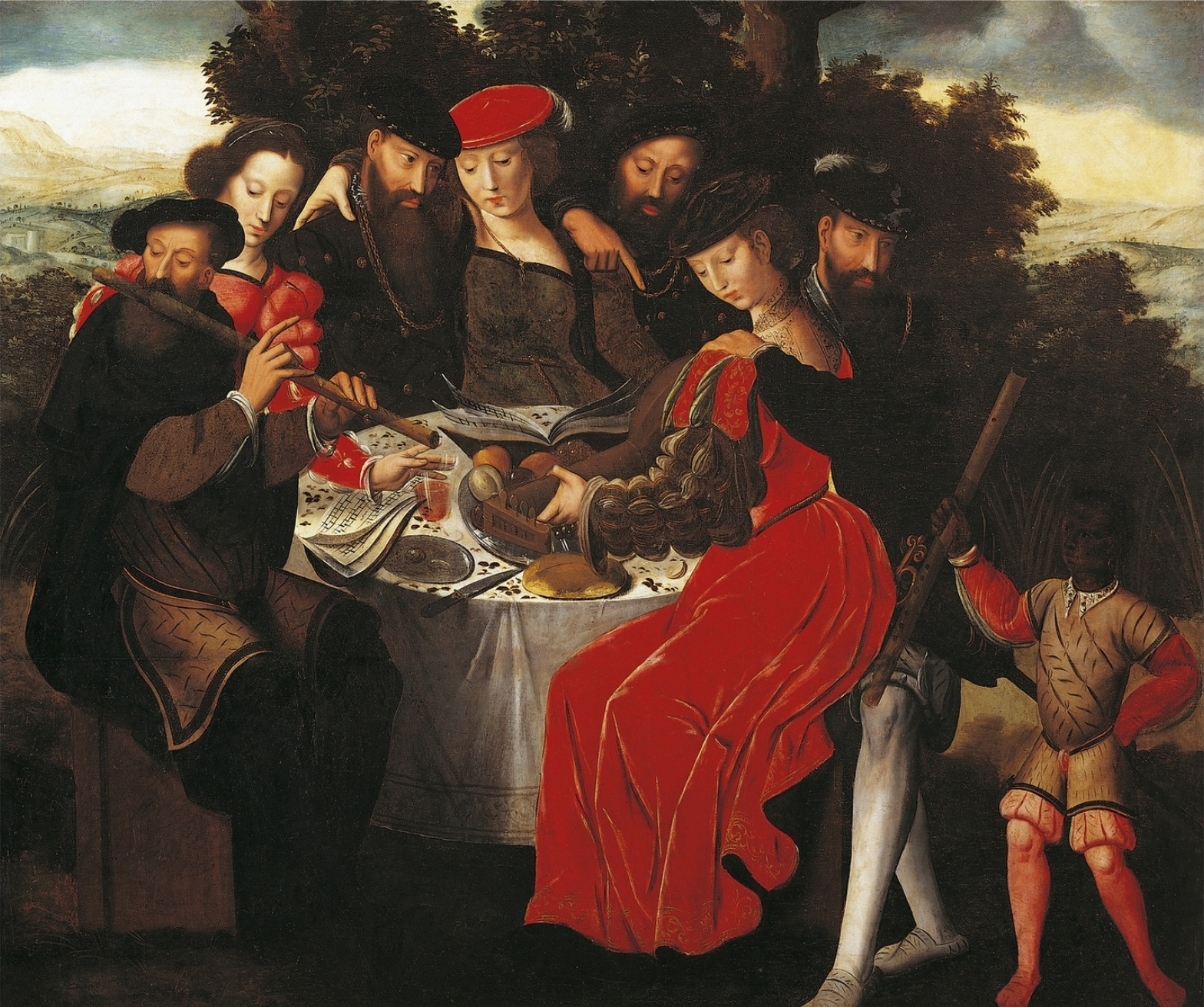
Koncert

Ambrosius Benson, właśc. Ambrogio Benzone (ur. ok. 1495 prawdopodobnie w Mediolanie, poch. pomiędzy 12 a 19 stycznia 1550 w Brugii) – niderlandzki malarz okresu renesansu.

## Życiorys
Pochodził z Lombardii. W 1519 osiadł w Brugii, gdzie był uczniem Gerarda Davida. W tym samym roku został wolnym mistrzem w gildii św. Łukasza w Brugii. Szybko zdobył sławę i wysoką pozycję społeczną, piastując oficjalne stanowiska w gilgii oraz w radzie miasta. W 1532–1536 zapewne podróżował do Hiszpanii. Był dwukrotnie żonaty. Z pierwszą żoną Anną Ghyselin miał dwóch synów, którzy zostali malarzami (Willem Benson, 1521–1574 oraz Jan Benson, ok. 1530–1581), z drugą - córkę Annę. Prawdopodobnie miał również dwie córki z nieprawego łoża.
Opuszczając pracownię mistrza zażądał zwrotu „licznych rysunków wzornikowych i patronów, niezbędnych w zawodzie malarza”. Spór sądowy toczył się od 11 lutego 1919 do 28 stycznia 1520. W dwóch zarekwirowanych przez Davida skrzyniach znajdowały się m.in. szkicownik z rysunkami głów i aktów, obraz z Madonną, nieukończona Maria Magdalena, niewielkie Opłakiwanie, pudło z pigmentami oraz zbiór rysunków dwóch innych czeladników. Malarz bronił się twierdząc, że Benson winien jest mu sporą kwotę, którą zobowiązał się odpracować, ale przegrał proces i skazany został na karę krótkoterminowego więzienia. Zatarg dotyczył dużego zasobu wzorników i patronów, a więc ważnego instrumentarium warsztatowego, które było gwarancją sprawnego funkcjonowania pracowni malarskiej. Chodziło o możliwość sprawnego wytwarzania wielu obrazów o powtarzalnej kompozycji i tematyce. To jedno z najstarszych świadectw sporu sądowego o zachowanie praw autorskich do formuł i motywów obrazowych.

## Twórczość
Był głównie malarzem religijnym i portretowym. Wiele jego dzieł sprzedanych do Hiszpanii przez długi czas uważano za prace anonimowego malarza hiszpańskiego, znanego jako Mistrz z Segowii, m.in. ołtarze wykonane w stylu van der Goesa i Gerarda Davida: Pokłon pasterzy (Segowia), Legenda św. Anny (Prado). Malował też sceny rodzajowe (koncerty wiejskie, wytworne towarzystwa przy stole). Do najbardziej znanych jego dzieł należą wizerunki kobiet, przedstawianych jako Sybilla lub św. Maria Magdalena). Portrety te stanowiły tradycyjny brugijski temat, który Benson rozwinął, zwłaszcza motyw kobiety czytającej. Jego kobiety obdarzone delikatną urodą podobne są do tych z obrazów Massysa (precyzyjne rysy, cieniowane karnacje). Stosował charakterystyczne dla siebie odcienie zieleni i głębokiej aksamitnej czerwieni. Jego Magdaleny były popularne w XIX wieku jako źródło pastiszu dla naśladowców Bensona.

### Wybrane dzieła
- Deipara Virgo (Bogurodzica Dziewica) -  131 × 108 cm, Królewskie Muzeum Sztuk Pięknych, Antwerpia
- Judyta z głową Holofernesa -  1530-33, 98 x 71 cm, Musée de Grenoble, Grenoble
- Koncert po posiłku -   114 x 122 cm, Luwr, Paryż
- Madonna z Dzieciątkiem -  1520-25, 100 x 72 cm, Groeningemuseum, Brugia
- Madonna z Dzieciątkiem -  1525-30, 42 x 30 cm, Gemäldegalerie, Berlin
- Madonna z Dzieciątkiem i świętą Anną -  1528, 125 x 90 cm, Prado, Madryt[2]
- Madonna z Dzieciątkiem, św. Katarzyną Aleksandryjską i św. Barbarą -  1530-32, 133 x 108 cm, Luwr, Paryż
- Maria Magdalena czytająca -  ok. 1525, 41 x 36,2 cm, National Gallery w Londynie
- Młoda kobieta odmawiająca godzinki -  ok. 1532, 75 x 55 cm, Luwr, Paryż
- Narodziny Marii -  115 x 60 cm, Prado, Madryt
- Opłakiwanie -  1520-25, 91,4 x 56,2 cn, Metropolitan Museum of Art, Nowy Jork
- Pietà -  1525-32, 124 x 60 cm, Prado, Madryt
- Pietà -  ok. 1530, 68 x 88,2 cm, Fine Arts Museum, Bilbao
- Portret Corneliusa Dupliciusa de Scheppere i jego żony Elizabeth Donche -  ok. 1540, dyptyk, 2 x 30,1 x 54 cm, Art Gallery of New South Wales, Sydney
- Portret mężczyzny -  ok. 1535, 67 x 53 cm, Gemäldegalerie, Berlin
- Portret mężczyzny z pierścieniem -  43 x 16 cm, Luwr, Paryż
- Sybilla Perska -  1530-40, 93,5 × 76 cm, Muzeum Narodowe w Warszawie
- Święta Rodzina z małym św. Janem -  1527, Groeningemuseum, Brugia
- Św. Dominik Guzman -  104 x 57 cm, Prado, Madryt
- Tryptyk ze św. Antonim z Padwy -  68,5 x 49 cm (tablica środkowa), 68,5 x 20 (skrzydła boczne), Królewskie Muzea Sztuk Pięknych, Bruksela
- Zdjęcie z krzyża -  ok. 1530, Katedra w Segowii (tryptyk)
- Zdjęcie z krzyża -  1528, Musée Curtius, Liège
- Złożenie do grobu -  1525-32, 125 x 60 cm, Prado, Madryt